# 三得堂
三得堂，位于中国广东省揭阳市揭西县南山镇田心村，为揭西县的一个县级文物保护单位，类型为古建筑，公布时间为1999年。
三得堂的历史年代为解放战争时期。